# Oliver Miehe-Renard
Oliver Miehe-Renard (* 27. November 1989 in Gentofte; † 11. September 2021 in Kopenhagen) war ein dänischer Schauspieler.

## Leben
Oliver Miehe-Renard wuchs als Sohn des Schauspieler-Ehepaares Martin Miehe-Renard und Karin Jagd gemeinsam mit seinen zwei jüngeren Geschwistern Malthe Miehe-Renard und Sally Miehe-Renard in Gentofte auf.
Er wirkte als Schauspieler vor der Kamera von 1997 bis 2009 in drei Spielfilmen und einer Serie mit. Ab dem Jahr 2010 war er nicht wieder als Schauspieler tätig und erlernte einen Beruf in Kopenhagen. Er starb am 11. September 2021 im Alter von 31 Jahren. Die Todesursache wurde der Öffentlichkeit gegenüber nicht bekanntgegeben.

## Filmografie
- 1997: Alletiders julemand
- 1998: Haenderne op
- 2005: En lille dod
- 2009: Lulu & Leon (Fernsehserie, 3 Folgen)